# Mediomatricesek
A mediomatricesek ókori belga néptörzs a Mosella táján, a trevirektől délre, a remusoktól keletre. Fővárosuk Divodorum, később Mettis (ma Metz) volt. Julius Caesar és Tacitus említi őket.